# SSV Ulm 1846
Az SSV Ulm 1846 egy német labdarúgócsapat Ulm városában. A egyesületet 1846-ban alapították. A klub jelenleg a másodosztályban szerepel és a 19 500 néző befogadására alkalmas Donaustadionban játssza hazai mérkőzéseit.
A klub legnagyobb sikerét akkor érte el, amikor 1999-ben feljutottak a Bundesligába. Az 1999–2000-es szezont végül a 16. helyen zárták, így kiestek az első osztályból. 1979 és 2001 között összesen 8 nyolc idényben szerepeltek a másodosztályban. A 2023–24-es szezonban a harmadosztályt megnyerve újra feljutottak a 2. Bundesligába.

## Jelenlegi keret
2024. július 31. szerint.
| #  |     | Poszt | Név                                                  |
| -- | --- | ----- | ---------------------------------------------------- |
| 1  | GER | K     | Niclas Thiede (kölcsönben a Bochum csapatától)       |
| 4  | GER | V     | Tom Gaal                                             |
| 5  | GER | V     | Johannes Reichert                                    |
| 6  | GER | V     | Thomas Geyer                                         |
| 7  | GER | V     | Bastian Allgeier                                     |
| 8  | GER | KP    | Lukas Ahrend                                         |
| 9  | GER | CS    | Lucas Röser                                          |
| 10 | GER | KP    | Andreas Ludwig                                       |
| 11 | GER | CS    | Dennis Chessa                                        |
| 12 | GER | K     | Marvin Seybold                                       |
| 13 | CAN | CS    | Jayden Nelson (kölcsönben a Rosenborg csapatától)    |
| 16 | SUI | KP    | Aaron Keller (kölcsönben az Unterhaching csapatától) |
| 17 | GER | V     | Niklas Kölle                                         |
| 18 | GER | V     | Lennart Stoll                                        |
| 19 | GER | V     | Jonathan Meier                                       |

| #  |     | Poszt | Név                                                            |
| -- | --- | ----- | -------------------------------------------------------------- |
| 20 | GER | KP    | Laurin Ulrich (kölcsönben a Stuttgart csapatától)              |
| 23 | GER | KP    | Max Brandt                                                     |
| 25 | GER | V     | Lamar Yarbrough                                                |
| 26 | GER | KP    | Philipp Maier                                                  |
| 27 | GER | V     | Niklas Kolbe                                                   |
| 28 | GER | V     | Sascha Risch                                                   |
| 29 | GER | CS    | Semir Telalović                                                |
| 30 | GER | KP    | Maurice Krattenmacher (kölcsönben a Bayern München csapatától) |
| 32 | GER | V     | Philipp Strompf                                                |
| 33 | GER | CS    | Felix Higl                                                     |
| 35 | GER | KP    | Julian Kudala                                                  |
| 38 | FIN | KP    | Luka Hyryläinen (kölcsönben a Hoffenheim csapatától)           |
| 39 | GER | K     | Christian Ortag                                                |
| 43 | GER | KP    | Romario Rösch                                                  |
| 44 | GER | CS    | Niklas Castelle                                                |

## Fordítás
Ez a szócikk részben vagy egészben  a   SSV Ulm 1846 című angol Wikipédia-szócikk fordításán alapul.  Az eredeti cikk szerkesztőit annak laptörténete sorolja fel. Ez a jelzés csupán a megfogalmazás eredetét és a szerzői jogokat jelzi, nem szolgál a cikkben szereplő információk forrásmegjelöléseként.